# سعيد بن مكتوم بن راشد آل مكتوم

سعيد بن مكتوم يفوز بالميدالية الذهبية

الشيخ سعيد بن مكتوم بن راشد آل مكتوم، (وُلد 1 أكتوبر 1976) هو عضو في الأسرة الحاكمة في دبي، وهو فارس، ورجل أعمال، ولاعب أولمبي سابق في الرماية.
يمتلك خيولاً دولية حائزة على جوائز وناديًا إماراتيًا لكرة القدم. الشيخ سعيد هو نجل مكتوم بن راشد آل مكتوم، حاكم دبي السابق، وعمه هو أمير دبي الحالي، ونائب رئيس الدولة ورئيس مجلس الوزراء لدولة الإمارات العربية المتحدة، محمد بن راشد آل مكتوم.

## مهنة الرماية الرياضية
مثّل الإمارات في أولمبياد 2000 و2004 و2008 و2012 في رماية السكيت. شارك في دورة الألعاب الآسيوية 2006 و2007 ودورة الألعاب العربية. بتدريب من الرامي الليتواني ليوناس مولوتوكاس.
سنة 2011، فاز بالميدالية الذهبية في نهائيات كأس العالم في العين، الإمارات العربية المتحدة. فاز بالميدالية الذهبية في دورة الألعاب العربية 2011 في الدوحة،قطر. سنة 2010 فاز بالبطولة العربية التاسعة للرماية بمجمع فهد الأحمد بالكويت. سنة 2006، فاز ببطولة آسيا للرماية في السكيت.

## رياضات أخرى
وهو مالك خيول السباق الشهيرة متضمنةً لامتارا من لإسطبلات جودولفين. قام برعاية 1000 ديونز رالي سنة 2008.